# Pfafflar
Pfafflar település Ausztria tartományának, Tirolnak a Reutte járásában található. Területe 33,63 km², lakosainak száma 113 fő, népsűrűsége pedig 3,4 fő/km² (2014. január 1-jén). A település 1314 méteres tengerszint feletti magasságban helyezkedik el.
A település részei: Pfafflar, Bschlabs és Boden.

## Fordítás
- Ez a szócikk részben vagy egészben  a   Pfafflar című angol Wikipédia-szócikk ezen változatának fordításán alapul.  Az eredeti cikk szerkesztőit annak laptörténete sorolja fel. Ez a jelzés csupán a megfogalmazás eredetét és a szerzői jogokat jelzi, nem szolgál a cikkben szereplő információk forrásmegjelöléseként.